# Zapateado

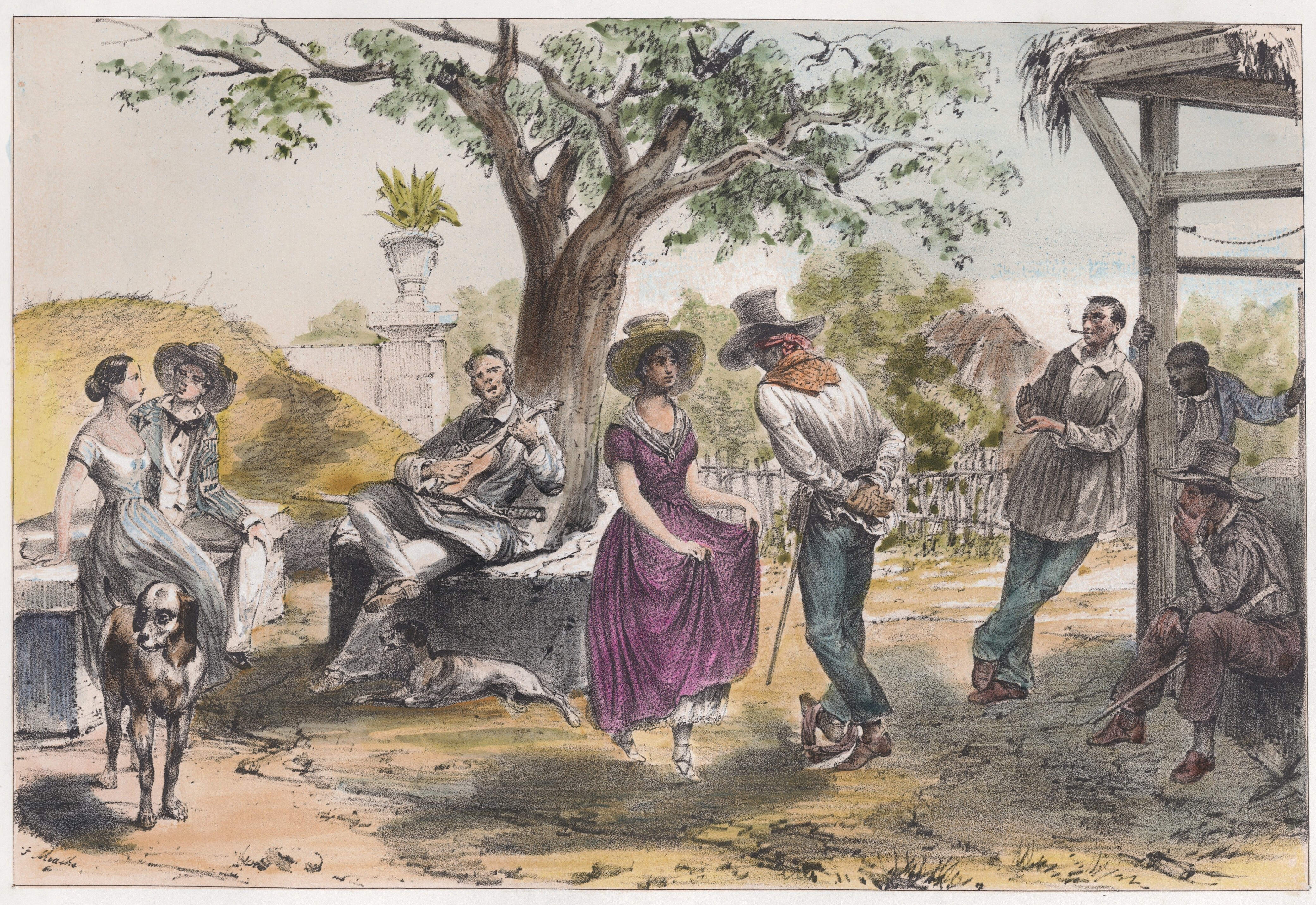
Le zapateado dansé à Cuba en 1848, lithographie de Fédéric Mialhe.

Le zapateado est un genre de musique traditionnelle d'origine andalouse accompagnant la danse rapide à trois temps du même nom qui fut ensuite importée au Mexique par les Conquistadors et les colons qui les ont suivis.

## Présentation

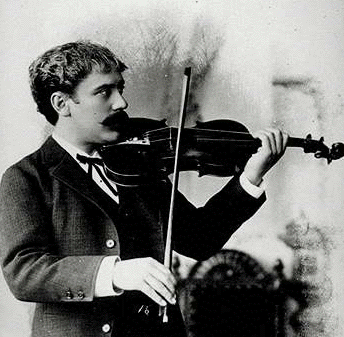
Pablo de Sarasate.

Cette danse traditionnelle en 6/8 est très rythmée et vive, exécutée pour démontrer l'agilité et l'habileté des pieds du danseur, notamment par des claquements de talons (taconeado).
Après le folklore andalou et le flamenco, le zapateado est entré dans la musique classique grâce au violoniste Pablo de Sarasate.
Cette danse rythmée est couramment jouée par des mariachis, dans de nombreuses compositions folkloriques, alternant notamment trompettes, guitares, violons, guitarrón et chants, voire vihuelas et accordéon.
Se sont particulièrement distingués dans le zapateado les artistes célèbres de flamenco les guitaristes  Sabicas et Paco de Lucia, ainsi que la danseuse Carmen Amaya.